# Institut Valencià de Finances
L'Institut Valencià de Finances (IVF) és una entitat de dret públic, empresa pública de la Generalitat Valenciana adscrita a la Conselleria d'Hisenda i Administració Pública de la Generalitat Valenciana. El 2017 es convertí en el Banc de la Generalitat després d'anunciar-ho l'any anterior.
La seua finalitat és actuar com a principal instrument de política financera de la Generalitat Valenciana, així com exercir les competències de la Generalitat sobre el sistema financer i, anteriorment, prestar els serveis de certificació de signatura electrònica, entre altres serveis relacionats amb la identificació. Compta amb personalitat jurídica pròpia i plena capacitat d'obrar per complir les seues finalitats. L'IVF és una entitat de les previstes en l'article 5.2 del Text Refós de la Llei d'Hisenda Pública de la Generalitat Valenciana, regulat per la Llei 5 /2013 de mesures fiscals, de gestió administrativa, i d'organització de la Generalitat (DOGV 27.12.2013). Té la seua seu a la plaça de Nàpols i Sicília núm. 6 de la ciutat de València, al Palau dels Boïl d'Arenós.
El dia 1 de gener de 2014 va assumir les funcions de l'antiga Agència de Tecnologia i Certificació Electrònica (ACCV), una entitat de dret públic creada per la Llei 14/2005, de 23 de desembre, de la Generalitat Valenciana, de Mesures Fiscals, de Gestió Administrativa i Financera, i d'Organització de la Generalitat. Fou suprimida el 31 de desembre de 2013. Anys més tard, Istec absorbeix les competències de l'ACCV.

## Històric de càrrecs
- Direcció General:
  - Enrique Pérez Boada (- desembre 2009[6])
  - Jorge Vela Bargues (24 juny 2011[7] - 15 maig 2012[8][9])
  - Fernando Díaz Requena (18 maig 2012[10] - 14 desembre 2012[11])
  - Enrique Montes Estellés (21 desembre 2012[12] - 18 juliol 2014[13])
  - Manuel Illueca Muñoz (- actualitat)